# Mastomys
Mastomys és un gènere de rosegadors de la família dels múrids. La seva distribució s'estén per l'Àfrica subsahariana. Són uns dels rosegadors africans més reeixits, car han colonitzat una gran varietat d'hàbitats i, en certs aspectes, s'han convertit en espècies hemeròfiles.